# Lowrider

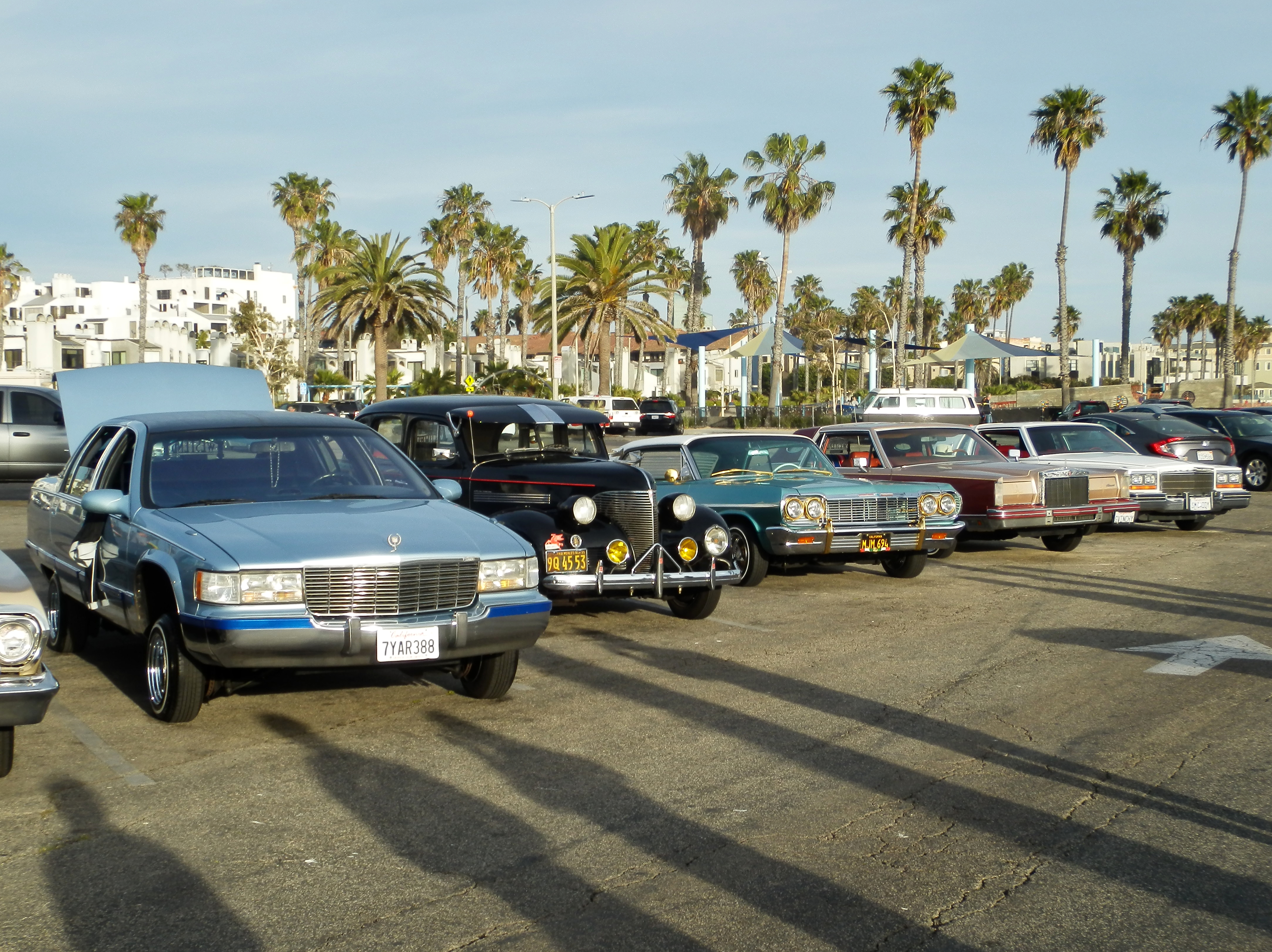
Lowriders i Santa Monica

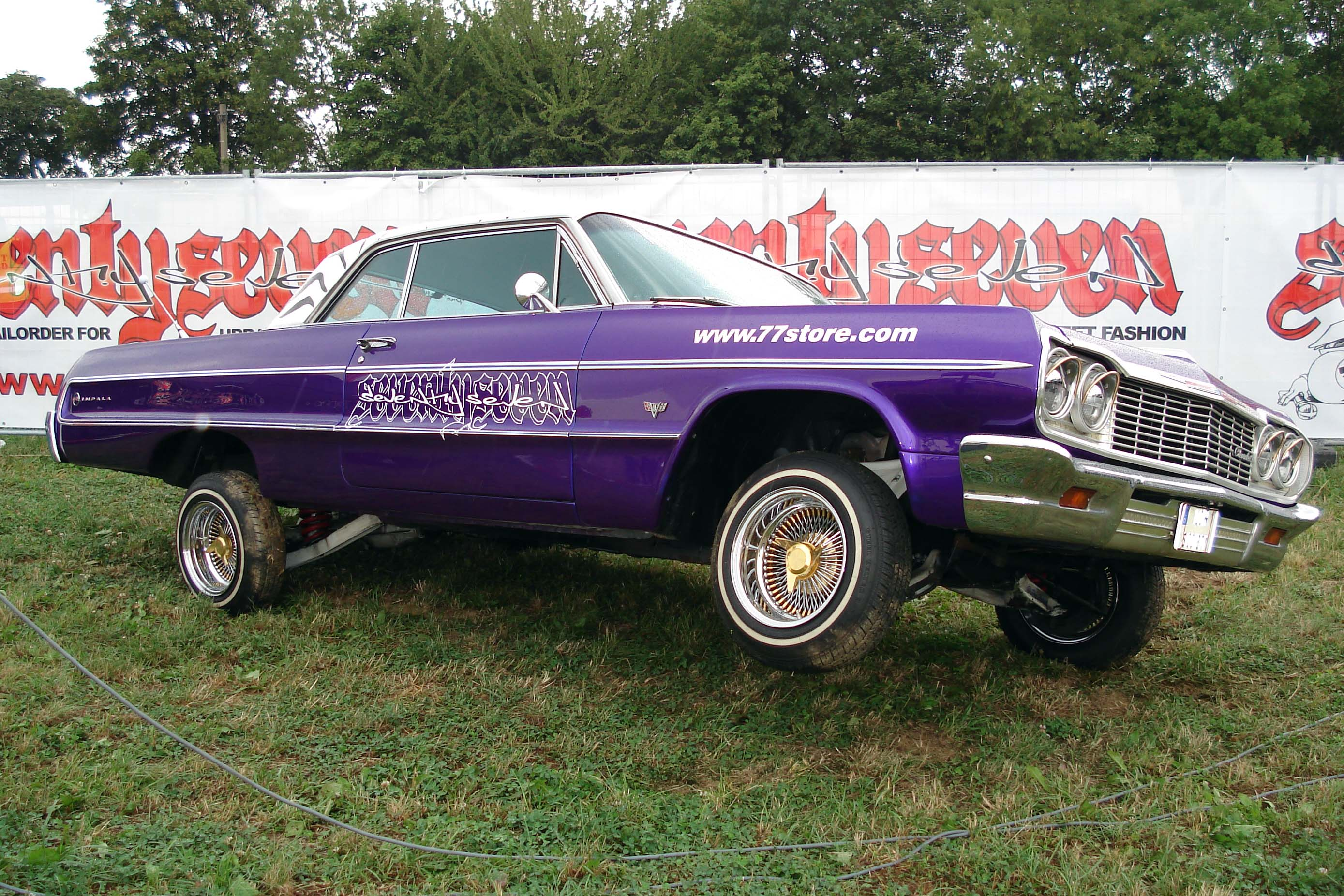
Chevrolet Impala Coupe Lowrider

En lowrider är företrädesvis en amerikansk bakhjulsdriven och rambaserad bil som är utrustad med hydraulik. Från början användes hydraulik från gamla stridsflygplan och idag använder man speciella pumpar.  
Den kan höjas och sänkas, ofta individuellt för varje hjul eller hjulpar. Två hydraulpumpar som drivs med fyra till sex batterier är vanligt, men fyra pumpar och åtta till 16 batterier kan förekomma och då kan bilen ofta hoppa högt med framhjulen och exempelvis åka med ett framhjul i luften. Lowriderkulturen har funnits ungefär lika länge som customkulturen och hydraulik (för att ursprungligen höja en låg bil p.g.a. kalifornisk lagstiftning, ingen del av bilen får vara lägre än fälgens lägre del) användes först 1958 i en totalt ombyggd Corvette vid namn "X-sonic" som ägdes av Ron Aguirre samt hans far. 
Numera är företeelsen spridd över hela världen, bland annat genom hiphopvideos. Olika tävlingsgrenar, förutom rena utställningar, har uppstått, till exempel  hopptävlingar. Den mest kända bilen är Gypsy Rose som byggdes av Valadez och finns för display i USA. Kulturen är Chicano.  
Det mest utmärkande för en lowrider förutom hydrauliken är ett spektakulärt Lackeringsjobb som följer ett tema på bilen. I Sverige finns till exempel Voodoo 64 en Chevrolet Impala SS från 1964 som är speciallackerad med motiv över hela bilen och detaljer i 24K guld, det är den bilen i Sverige som vunnit flest priser under 3 år på utställningar. Totalt 89 pokaler varav 87 förstaplatsen.